# Burg Trostberg
Die Burg Trostberg, auch Trostburg, Trozzeburg, Pflegerschloss genannt, ist die Ruine einer Spornburg am linken Ufer der Alz auf einem 520 m ü. NHN hohen Bergvorsprung (Schlossberg 2) in Trostberg im Landkreis Traunstein in Bayern. Die Anlage wird als Bodendenkmal unter der Aktennummer D-1-7941-0228 im Bayernatlas als „untertägige mittelalterliche und frühneuzeitliche Befunde im Bereich der ehem. Burg Trostberg und ihrer Vorgängerbauten“ geführt. 

## Geschichte
Die Burg „Trozzeberch“ wurde Anfang des 13. Jahrhunderts von den Grafen von Ortenburg-Kraiburg, die Vögte des Klosters Baumburg waren, erbaut. 1233 und 1301 wurde die Burg urkundlich als wittelsbachischer Pflegersitz bis 1803 genannt. In der Zeit um 1230 bis 1240 gründete sich im Schutze der Burg der Ort Trostberg.
Nachdem die bayrisch-österreichische Grenze weiter nach Osten verschoben wurde, verlor die Burg nach 1442 ihre militärische Bedeutung und wurde 1504 im Zuge des Landshuter Erbfolgekrieges von kaiserlichen Truppen besetzt. 1803 wurde die Burg nach Aufhebung des Pfleggerichts versteigert. 1810 wurde der Nordostteil der Burg abgebrochen, es entstanden Ende des 19. und Anfang des 20. Jahrhunderts Neubauten. Die verbliebenen Bauten wurden 1976 renoviert.

## Beschreibung

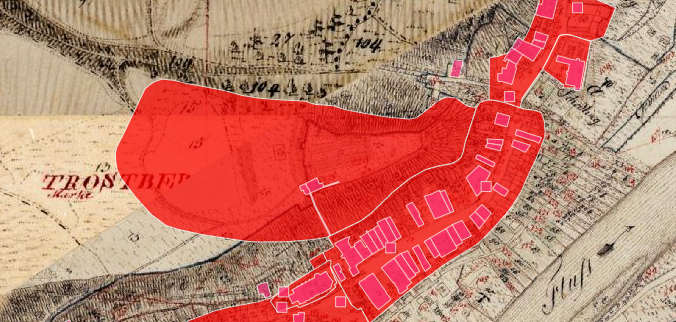
Lageplan von Burg Trostberg auf dem Urkataster von Bayern

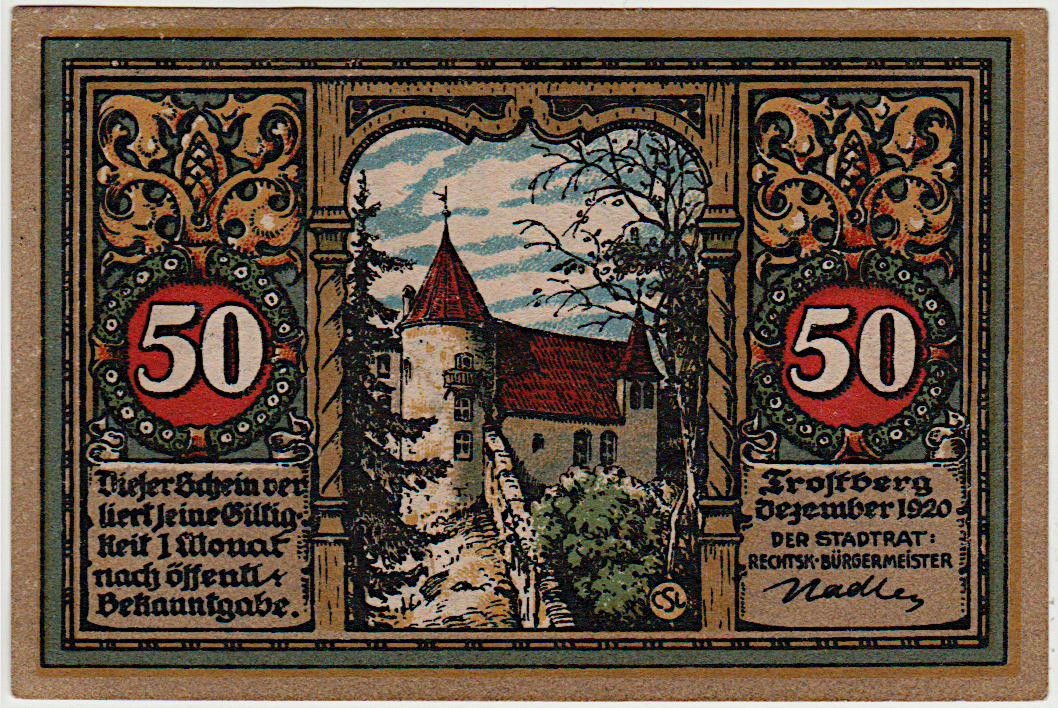
Die Burg Trostberg auf einem Notgeldschein aus Trostberg von 1920.

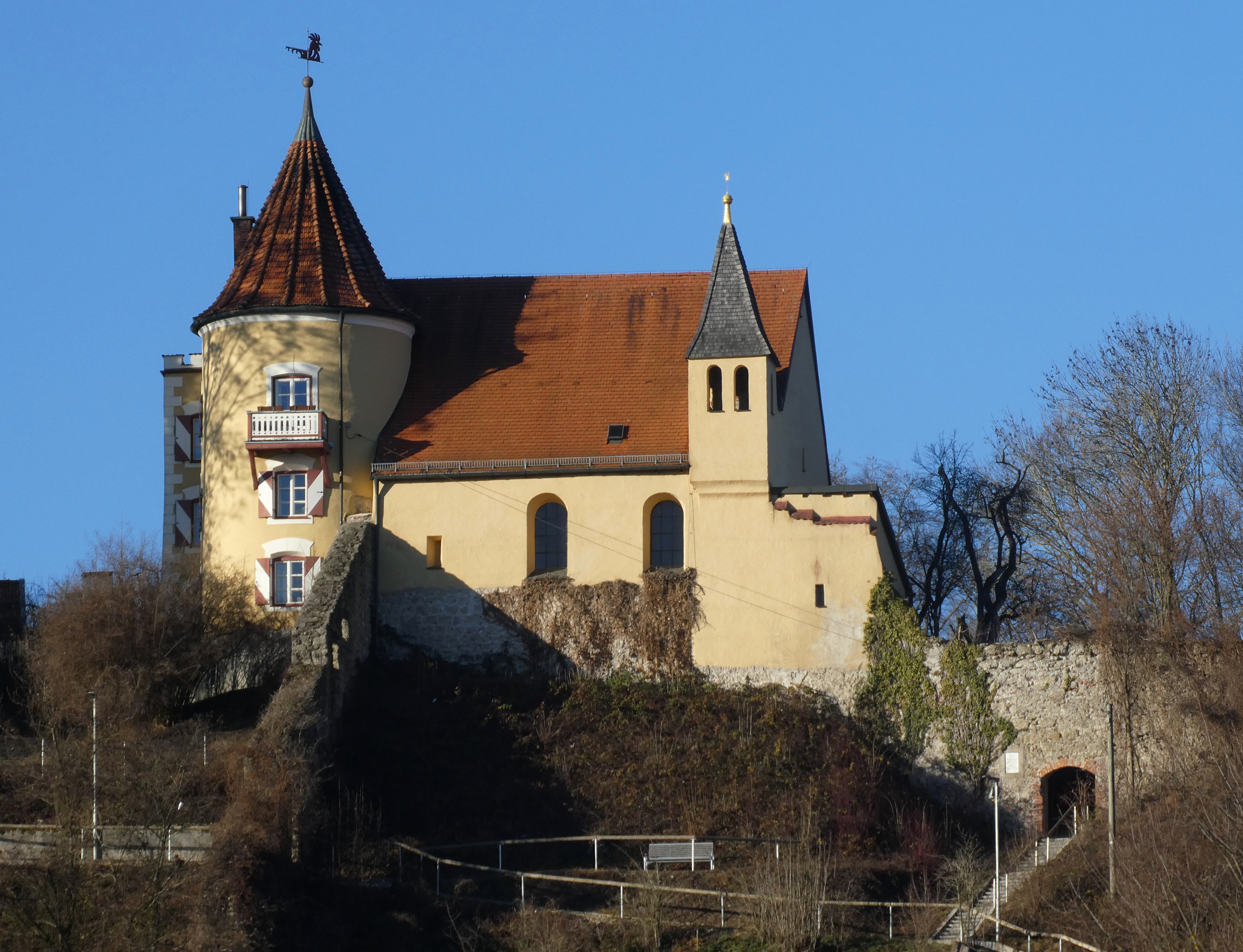
Sogenanntes Schebenschlössl mit dem Rundturm der ehemaligen Burg Trostberg

Von der ehemaligen Burganlage mit ihrer Hauptburg auf dem nordöstlichen Bergsporn sind noch der runde Befestigungsturm der Vorburg mit der im Zwingerbereich liegenden barocken Burgkapelle „St. Michael“ von 1624 mit gotischen Bauteilen und mit ihrem Zugang (Torbogen) in einer Wehrmauer sowie eine weitere Wehrmauer, die wahrscheinlich früher bis zum Ort reichte, erhalten. Die niedrigen, durch eine Ringmauer verbundenen Wohnbauten wurden nach 1810 abgebrochen. Der Befestigungsturm  ist heute Bestandteil des sog. Schebenschlössls, das unter der Aktennummer D-1-89-157-43 als denkmalgeschütztes Baudenkmal von Trostberg verzeichnet ist. 